# Desa Glagahsari (administrativ by i Indonesien, lat -7,15, long 111,98)
Desa Glagahsari är en administrativ by i Indonesien.   Den ligger i provinsen Jawa Timur, i den västra delen av landet, 600 km öster om huvudstaden Jakarta.